# Louis-Joseph Nompar de Caumont
Louis-Joseph Nompar de Caumont, 9e duc de La Force, né le 22 avril 1768 à Paris et mort le 22 octobre 1838 à Saint-Brice-sous-Forêt), est un militaire et homme politique français des XVIIIe et XIXe siècles.

## Biographie
Louis de La Force reçoit une solide éducation du père Géraudeau, son précepteur, indispensable personnage apte à remplacer un père mort avant que son fils aîné ait cinq ans. L'enfance se passe au Palais de Versailles, où sa mère a été nommée gouvernante du duc d'Angoulême, neveu du roi, jusqu'à l'âge de 15 ans. Suit l'intégration dans les rangs des cadets gentilshommes de l'école royale militaire. L'admission aux honneurs de la Cour se déroule le 23 janvier 1789.

### Duc à brevet d'honneur de La Force
Louis-Joseph Nompar de Caumont est connu jusqu'en 1787 sous le titre de marquis de Caumont-La Force.
Il appartient à l'ancienne noblesse française du Midi de la France, la famille de Caumont, qui a produit deux branches, les Caumont-Laforce, protestants, et les Caumont-Lauzun, catholiques. Ces deux branches se sont séparées dès la fin du XIIe siècle ; mais elles gardent le prénom de Nompar, qui leur appartient depuis longtemps. La branche des Lauzun s'est éteinte à la mort du duc de Lauzun (1723) ; celle des Laforce s'est continuée jusqu'à nos jours.
Le marquis de Caumont-La Force et son frère le comte de Caumont-La Force, sont les fils de Bertrand de Caumont, marquis de La Force et de Caumont, gentilhomme de la chambre de Monsieur, né en 1724, décédé en fonction à Versailles le 22 janvier 1773, et d'Adélaïde-Luce de Galard de Béarn-Brassac, qu'il épouse le 5 juin 1757. Celle-ci, fille d'Anne-Hilarion de Galard de Brassac, comte de Béarn, et d'Olympe de Caumont-La Force, est la sœur du dernier duc chef de la branche aînée, décédé en 1755. Les frères Caumont-La Force descendent par leur mère du maréchal de Tourville.
Louis-Joseph Nompar, qui reçoit lorsqu'il a 4 ans pour parrain et marraine Monsieur le comte de Provence et Marie-Joséphine de Savoie, épouse le 11 mai 1784 (contrat signé par le roi et la famille royale, le 2 mars 1784), Sophie Pauline d'Ossun, fille de Charles-Pierre-Hyacinthe, comte d'Ossun, grand d'Espagne de première classe et de Geneviève de Gramont. La duchesse de la Force a pris le tabouret chez la reine le 13 janvier 1788. Le duc et la duchesse ont une fille, Adélaide Olympe, née en 1789, morte jeune.
Louis-Joseph Nompar est destiné à la carrière des armes. Entré au service en 1780 comme sous-lieutenant dans le régiment de Royal-Vaisseaux, il est créé duc par brevet de 1787.

### De l'armée des Princes à la Grande Armée
Il est major en second des carabiniers lorsqu'il émigre avec le comte de Caumont-La Force, son frère, en 1791. Il devient aide de camp de Monsieur (depuis Louis XVIII), fait la campagne des princes en 1792 et les campagnes suivantes au corps de Condé. À l'affaire de Mons, en 1792, le duc de la Force reprend aux républicains trois pièces de canon appartenant au régiment de Beauce. L'empereur d'Autriche lui envoie « une lettre très flatteuse ». Le duc de la Force continue de servir à la tête d'un escadron du corps de Béon puis passe successivement à la solde de la Hollande et à celle de l'Angleterre au titre de son intégration, au grade de capitaine-commandant, à la légion de Béon cavalerie. 
Le duc de La Force rentre en France en 1802 pour tenter de retrouver quelques biens. Il vient alors à Caumont-sur-Garonne et est hébergé au château de Sainte-Marthe par les Séré de Lanauze.
Il prend du service en 1806, dans le grade d'adjudant-commandant, et prend part à toutes les actions importantes qui eurent lieu dans les campagnes de Prusse, d'Allemagne et de Russie.[réf. nécessaire]
Légionnaire (29 juillet 1808), il est, sous l'Empire, membre du collège électoral de l'arrondissement de Montauban, commandant de la garde d'honneur de cette ville. Il est créé chevalier de Caumont-La Force et de l'Empire (avec dotation, 19 décembre 1809), et officier de la Légion d'honneur sur le champ de bataille de la Moskowa le 11 octobre 1812.
Il est désigné par le sénat conservateur le 4 mai 1811 pour représenter au Corps législatif le département de Tarn-et-Garonne.

### Première Restauration et Cent-Jours
Il adhère à la déchéance de Napoléon Ier, envoie son adhésion aux actes du gouvernement provisoire (1814) et devient maréchal de camp le 23 août 1814, après avoir été fait pair de France, par ordonnance royale du 4 juin.
Après le 20 mars 1815, il se rend à Nîmes auprès du duc d'Angoulême. Ce prince le charge de plusieurs missions importantes et le nomme commissaire du roi dans les départements de Lot-et-Garonne, de Tarn-et-Garonne et du Lot. Lorsqu'on vient informer le duc de la Force que les partisans de Napoléon Ier ont fait arborer le drapeau tricolore dans la ville de Cahors, il se transporte sur-le-champ à la préfecture de cette ville, espérant rappeler au devoir les habitants et les troupes de la garnison, mais ce zèle faillit lui coûter la vie. Environné par une populace furieuse, il est arrêté, conduit aux casernes au milieu des vociférations les plus atroces, et ensuite amené à Paris dans une voiture, escortée, de brigade en brigade, par la force publique. Le duc de la Force est emprisonné et ne doit sa liberté qu'aux événements de juillet 1815 qui renversent l'Empereur.

### Seconde Restauration et chambre des pairs
Le roi le confirme dans son grade de maréchal de camp le 1er juillet 1815 et le nomme président du collège électoral du département de Tarn-et-Garonne le 20 du même mois, inspecteur général des troupes de la 10e division militaire au mois de septembre 1816, commandant la 5e subdivision de la 10e division militaire (Montauban) le 21 avril 1820. Il est promu commandeur de la Légion d'honneur le 18 mai de la même année et nommé chevalier de Saint-Louis le même jour.
Il est retraité le 13 septembre 1832 comme maréchal de camp.
Dans le procès du maréchal Ney (1815), il se prononce pour la mort. Il vota d'ailleurs avec les royalistes modérés et garde son siège sous le gouvernement de Juillet, jusqu'à sa mort, qui arrive à Saint-Brice le 27 octobre 1838.

## Titres
- 9e duc de La Force (duc à brevet : 1787) ;
- Grand d'Espagne (1791) ;
- Chevalier de Caumont-La Force et de l'Empire, à la suite du décret du 29 juillet 1808 le nommant membre de la Légion d'honneur (lettres patentes du 19 décembre 1809, Trianon, avec dotation[4]) ;
- Pair de France[5]
  - Pair « à vie » par l'ordonnance du 4 juin 1814,
  - Titre de duc et pair héréditaire le 31 août 1817, (lettres patentes du 20 décembre 1817, sans majorat).

## Distinctions
- Légion d'honneur[6] :
  - Légionnaire (29 juillet 1808) puis
  - Officier (11 octobre 1812) puis
  - Commandeur de la Légion d'honneur (18 mai 1820) puis enfin
  - Grand officier de la Légion d'honneur (31 mai 1831).
- Ordre royal et militaire de Saint-Louis :
  - Chevalier de Saint-Louis (18 mai 1820) puis
  - Commandeur de Saint-Louis (23 mai 1825).
- Décoration de la Fidélité.

À titre étranger :
- Royaume des Pays-Bas :
  - ordre militaire de Guillaume (28 août 1828)

## Œuvre
- Un soldat de Napoléon, Revue des Deux mondes, 23 p. (578-599), 1829

## Armoiries
| Figure | Blasonnement |
|        | Armes du chevalier Caumont-La-Force et de l'Empire D'azur à trois léopards l'un sur l'autre d'or armés et lampassés de gueules, bordure de gueules du tiers de l'écu au signe des chevaliers posé au second point en chef. - Livrées : les couleurs de l'écu. |
|        | Armes du duc de La Force, pair de France D'azur à trois léopards l'un sur l'autre d'or armés et lampassés de gueules |